# Warzęgowo
Warzęgowo – wieś w Polsce położona w województwie dolnośląskim, w powiecie wołowskim, w gminie Wołów.
| SIMC    | Nazwa   | Rodzaj     |
| ------- | ------- | ---------- |
| 0883583 | Smarków | przysiółek |

W latach 1975–1998 miejscowość administracyjnie należała do województwa wrocławskiego.

## Położenie
Malowniczo położona wieś u źródeł rzeki Jezierzycy na zachodnim krańcu Wzgórz Trzebnickich. Z otaczających wieś pagórków rozciąga się widok na niżej położone tereny. Przy odpowiedniej pogodzie widać cały masyw Śnieżki oraz Góry Sowie.

## Nazwa
W księdze łacińskiej Liber fundationis episcopatus Vratislaviensis (pol. Księga uposażeń biskupstwa wrocławskiego) spisanej za czasów biskupa Henryka z Wierzbna w latach 1295–1305 miejscowość wymieniona jest w zlatynizownej formie Warzegowo we fragmencie Warzegowo Sobeslai solvit septem fertones.

## Obiekty zabytkowe
Obok kościoła pod krzyżem znajduje się ciekawa tablica upamiętniająca setną rocznicę pokonania wojsk napoleońskich przez wojska pruskie. W pobliskim lesie znajdują się ruiny kopalni węgla brunatnego.

## Działalność kulturalna
W latach 1971–1991 istniał we wsi Klub Prasy i Książki Ruch, który zdobył 3 puchary przechodnie we współzawodnictwie "Liga Klubów" oraz miano "Złotego Klubu RSW". W 1974 r. powstał tam Zespół Pieśni i Tańca Warzęgowo znany w Polsce i za granicą (Węgry, NRD, Włochy), wyróżniony zbiorową odznaką "Za Zasługi dla Miasta i Województwa Wrocławskiego", oraz 3-krotnie "Dyplomem Honorowym" Ministra Kultury i Sztuki. W tamtym okresie gościli w nim tacy ludzie jak: Marek Perepeczko, Janusz Kondratowicz czy Jerzy Szmajdziński, który w latach 1976-1989 był członkiem tutejszego koła Związku Socjalistycznej Młodzieży Polskiej.